# Drecht (rivier)
De Drecht is een (gekanaliseerde) veen-rivier van Oude Wetering langs Leimuiden, Vriezekoop en Bilderdam naar het Aarkanaal en het Amstel-Drechtkanaal bij de Tolhuissluis.
De Drecht loopt tegenwoordig geheel in de gemeente Kaag en Braassem.
Oorspronkelijk liep de Drecht verder oostelijk door, om ten slotte bij Uithoorn, samen met de Kromme Mijdrecht de Amstel te vormen.
Van het oostelijk deel van de Drecht en het zuidelijk deel van de Amstel is rond 1825 het Amstel-Drechtkanaal gemaakt.